# Ellipsoïde van Hayford
De ellipsoïde van Hayford (1924) is de basis van de Lambert72-projectie voor de Belgische topografische kaarten sinds 1972. Het is een wiskundig model van de vorm van de aarde.

## Kenmerken
| Parameter          | Waarde        |
| ------------------ | ------------- |
| Halve grote as (a) | 6 378 388,0 m |
| Afplatting (f)     | 1 / 297,0     |